# 切羅基 (堪薩斯州)
切羅基（英語：Cherokee）是一個位於美國堪薩斯州克勞福德縣的城市。

## 地方資料
根據2020年美國人口普查的數據，切羅基的面積為1.85平方千米，當中陸地面積為1.85平方千米，而水域面積為0.00平方千米。當地共有人口590人，而人口密度為每平方千米318.92人。